# Carlos Finlay
Pour les articles homonymes, voir Finlay.
Carlos J. Finlay est un médecin cubain né le 3 décembre 1833 à Puerto Principe (devenue Camagüey), à Cuba, et mort le 20 août 1915 à La Havane. Il découvre le rôle des moustiques dans les épidémies de fièvre jaune, ce qui fait de lui le fondateur de l'entomologie médicale.

## Biographie
Il est né sous le nom de Juan Carlos Finlay et il change l’ordre de ses prénoms à l'adolescence, à son retour d'études à l'étranger.
Carlos est le fils d’Edward Finlay, ophtalmologiste écossais, et de la Française Eliza de Barrès, qui ont officiellement changé de prénom pour s'appeler Edouardo et Isabel peu après leur arrivée à Cuba. Il commence ses études en Allemagne à l'âge de 13 ans, puis étudie au lycée de Rouen et obtient son titre de docteur à l’École de médecine Jefferson de Philadelphie en 1855. Il complète sa formation à La Havane et, de 1860 à 1861, à Paris.
Après avoir brièvement exercé à Lima, il part vivre à Trinité en 1868, lorsque la guerre des Dix Ans éclate, les Espagnols le sachant sympathisant des rebelles. Il retourne à Cuba en 1870.
Il fait partie, en 1881 et en 1903, de la délégation représentant Cuba à la Conférence internationale sur la santé qui se tient à Washington. Il préside la commission sur les maladies infectieuses de La Havane de 1899 à 1902. En 1909, il devient président d’honneur de la Junta Nacional de Sanidad y Beneficencia. Le gouvernement de l’île crée, en son honneur, l’Institut de recherche Finlay de médecine tropicale.
Il meurt, à la suite d'un accident vasculaire cérébral, le 20 août 1915.

## Œuvres
En 1865, Finlay propose un lien entre les conditions météorologiques et la fièvre jaune par l'intermédiaire des moustiques, hypothèse déjà suggérée par plusieurs auteurs, comme l'américain Josiah Clark Nott, ou le français Louis Daniel Beauperthuy.  
Il est toutefois le premier à tenter de démontrer cette hypothèse, il identifie le moustique responsable (Culex fasciatus ou Stegomya fasciata, appelé aujourd'hui Ǽdes ǽgypti) et propose le contrôle des populations de moustiques comme méthode de lutte contre la maladie. Il publie près de 70 articles sur la fièvre jaune.
En 1881, il expose l'ensemble de ses travaux devant l'Académie Royale des Sciences Médicales de la Havane, dont il était membre. Mais à la Havane, comme à Washington DC, il ne rencontre que silence ou scepticisme durant près de 20 ans.
Selon Delaporte, Finlay n'a clairement exposé le rôle du moustique qu'après 1881, en ayant connaissance des travaux de Manson (rôle du moustique dans la filariose). Cependant, Delaporte reconnait que Finlay a « incontestablement jeté les bases de l'entomologie médicale ».
L'hypothèse de Finlay est démontrée par Walter Reed, directeur d'une mission médicale américaine à Cuba, en 1900-1902, ce qui permet d'enrayer la maladie grâce au lancement de programmes de lutte contre les moustiques dans tout Cuba et la zone du canal de Panama, où les travaux avaient été arrêtés.
Le général Leonard Wood (1860-1927), médecin et gouverneur militaire de Cuba en 1900, déclara : « La confirmation de l’hypothèse du docteur Finlay est la plus grande étape de la médecine depuis la découverte, par Jenner, de la vaccination. »
Walter Reed, démontra les hypothèses de Finlay mais sans le mentionner dans son premier rapport, et ce n'est qu'en 1954 qu'un Congrès international de l'histoire de la médecine a reconnu le mérite de la contribution de Finlay.
La rue du Docteur-Finlay se trouve dans le 15e arrondissement de Paris. 
Au moins six timbres cubains l'honorent.